# 11269 Knyr
11269 Knyr este un asteroid din centura principală de asteroizi.

## Descriere
11269 Knyr este un asteroid din centura principală de asteroizi. A fost descoperit pe 26 august 1987 la Observatorul de Astrofizică din Crimeea de Liudmila Karacikina. El prezintă o orbită caracterizată de o semiaxă mare de 2,19 ua, o excentricitate de 0,19 și o înclinație de 4,3° în raport cu ecliptica.